# Tensão de fluxo
A tensão de fluxo é uma tensão na qual o arame cede, ou se deforma plasticamente, e pode ser determinado mais facilmente com um teste de tração.  Ela é definida como o valor instantâneo da tensão necessária para continuar a deformar plasticamente o material, para manter o fluxo de metal. É o valor médio entre a força de escoamento e a resistência final do metal em função da deformação, que pode ser expressa:
Yf = Kεn
Onde
- Yf = Fluxo de tensão, MPa

- ε = tensão verdadeira

- K = coeficiente de força, MPa

- n = expoente de endurecimento de tensão

Portanto, o tensão do fluxo também pode ser definida como a tensão necessária para sustentar a deformação plástica em uma determinada deformação. A tensão do fluxo é uma função da tensão plástica.
As seguintes propriedades têm efeito sobre a tensão do fluxo: composição química, pureza, estrutura cristalina, constituição de fase, microestrutura de saída, tamanho de grão e tratamento térmico.
A tensão de fluxo é um parâmetro importante na falha por fadiga de materiais dúcteis. A falha por fadiga é causada pela propagação de trincas em materiais sob uma carga variável, tipicamente uma carga ciclicamente variável. A taxa de propagação de trinca é inversamente proporcional à tensão de fluxo do material.